# Frazer Ellis
Frazer Ellis (* 29. März 1996 in Auckland) ist ein neuseeländischer Eishockeyspieler, der seit 2011 für die West Auckland Admirals in der New Zealand Ice Hockey League spielt. Von 2015 bis 2017 spielte er im Südhalbkugelsommer für die Connecticut Oilers in der Eastern Hockey League.

## Karriere
Frazer Ellis begann seine Karriere bei den West Auckland Admirals in seiner Geburtsstadt, wo er zunächst im Nachwuchsteam der Auckland Juniors aktiv war. 2011 war er Topscorer und wertvollster Spieler der New Zealand Junior Elite League. In derselben Spielzeit spielte er erstmals für die Admirals in der New Zealand Ice Hockey League, in der er seither jede Saison absolvierte und mit denen er 2018 deren ersten neuseeländischen Meistertitel errang. Im Südhalbkugelsommer zieht es ihn seit 2013 regelmäßig nach Nordamerika. Nach jeweils einem Jahr bei der Nachwuchsakademie SISEC und den Sugar Land Imperials aus der drittklassigen Juniorenliga NA3HL, spielte er von 2015 bis 2017 für die Connecticut Oilers aus der Eastern Hockey League.

### International
Für Neuseeland nahm Ellis im Juniorenbereich an den U18-Junioren-Weltmeisterschaften der Division III 2012, als er zum besten Spieler seiner Mannschaft gewählt wurde, und 2013 sowie den U20-Weltmeisterschaften 2013 und 2015 ebenfalls in der Division III teil. Besonders bei der U20-WM der Division III konnte er 2008 als Topscorer, bester Torschütze und Vorlagengeber sowie bester Angreifer und bester Spieler seiner Mannschaft überzeugen.  
Sein Debüt in der Herren-Nationalmannschaft gab Ellis bei der Weltmeisterschaft 2014 in der Division II, in der er auch 2017, 2018, 2019 und 2023 spielte.

## Erfolge und Auszeichnungen
- 2011 Topscorer und wertvollster Spieler der New Zealand Junior Elite League
- 2018 Neuseeländischer Meister mit den West Auckland Admirals

## NZIHL-Statistik
(Stand: Ende der Saison 2023)